# Łubna (Mazovie)
Pour les articles homonymes, voir Łubna.
Łubna (prononciation : [ˈwubna]) est un village polonais de la gmina de Góra Kalwaria dans le powiat de Piaseczno de la voïvodie de Mazovie dans le centre-est de la Pologne.
Il se situe à environ 9 kilomètres au nord-ouest de Góra Kalwaria (siège de la gmina), 9 kilomètres au sud-est de Piaseczno (siège du powiat) et à 23 km au sud-est de Varsovie (capitale de la Pologne).

## Histoire
De 1975 à 1998, le village appartenait administrativement à la voïvodie de Varsovie.